# Żabno

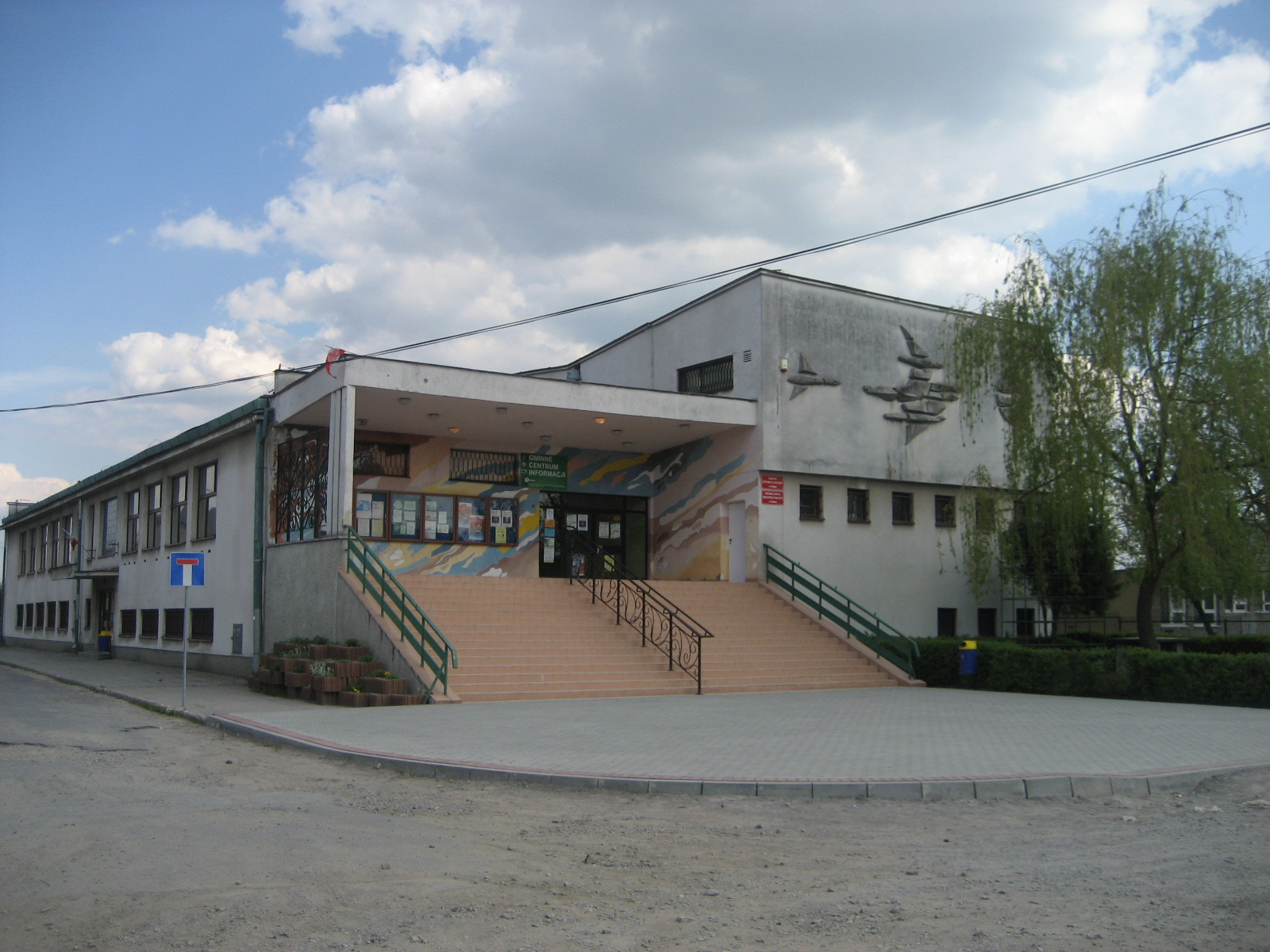
Kulturhuset i Żabno.

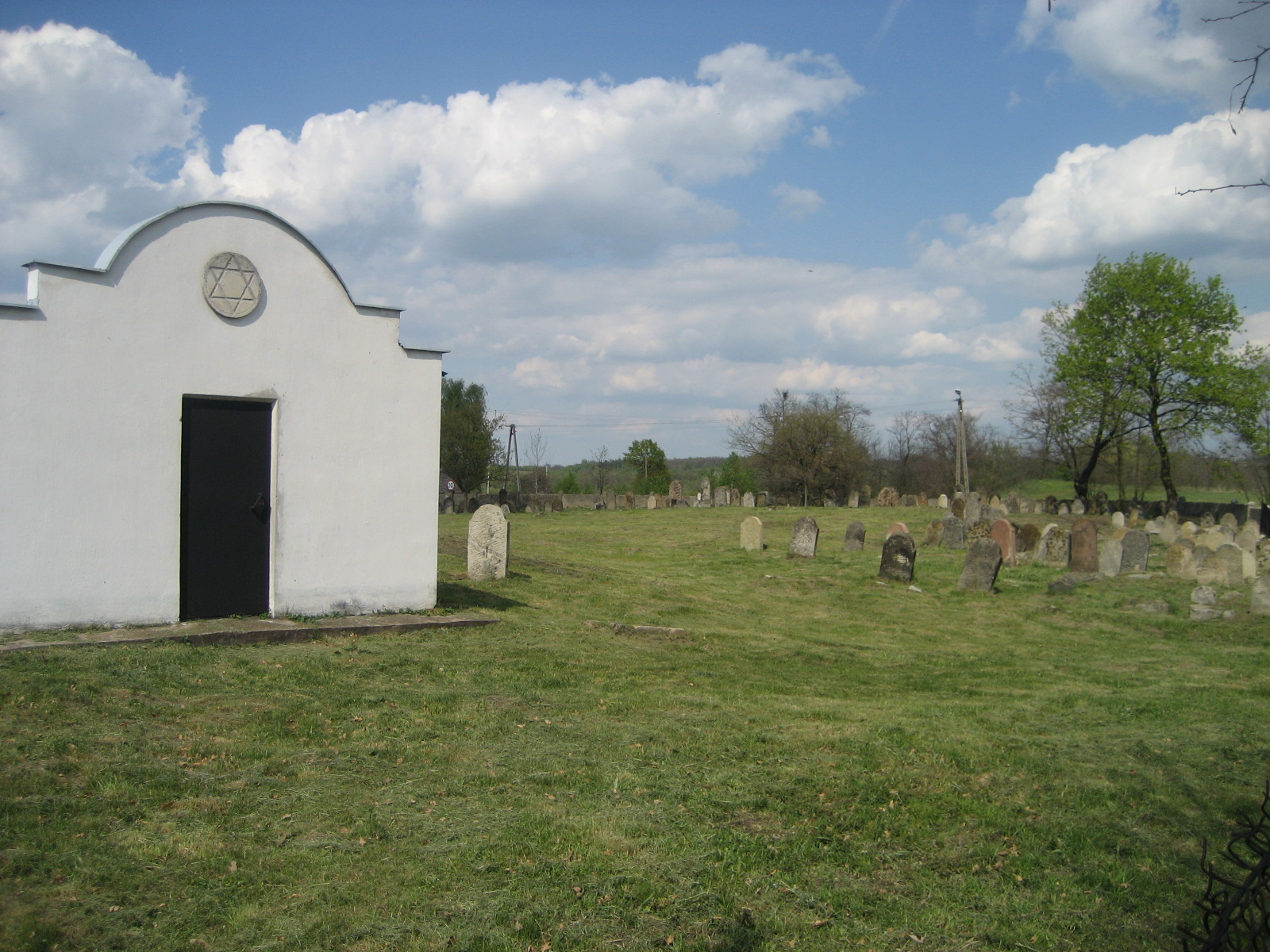
Judiska kyrkogården i Żabno.

Żabno är en  stad i Lillpolens vojvodskap i södra Polen. Staden ligger vid floden Dunajec.